# Paul Mason (Journalist)

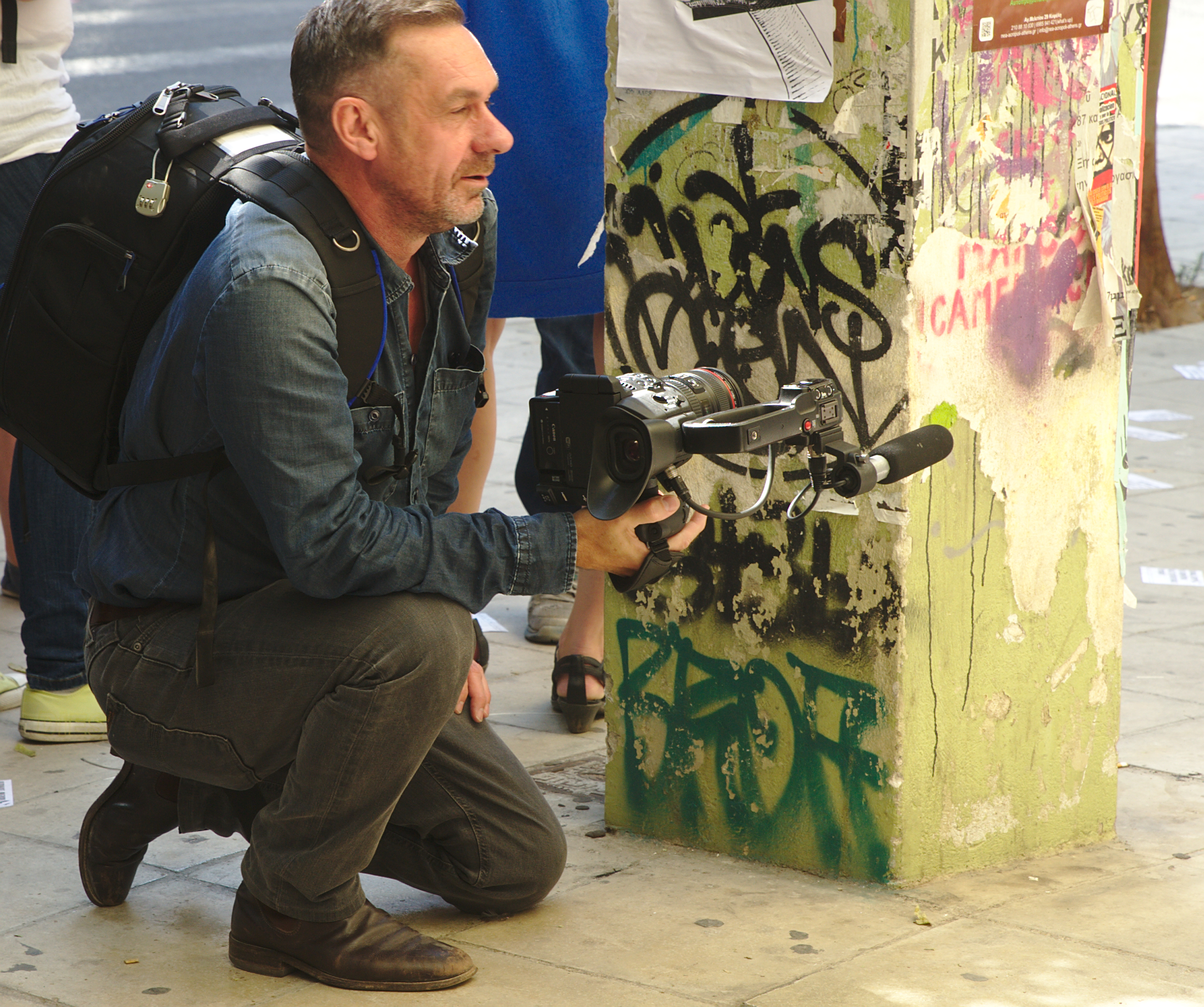
Paul Mason (2015)

Paul Mason (* 23. Januar 1960 in Leigh, Lancashire, England) ist ein britischer Hochschullehrer, Publizist, Wirtschaftsjournalist und Fernsehmoderator.

## Leben

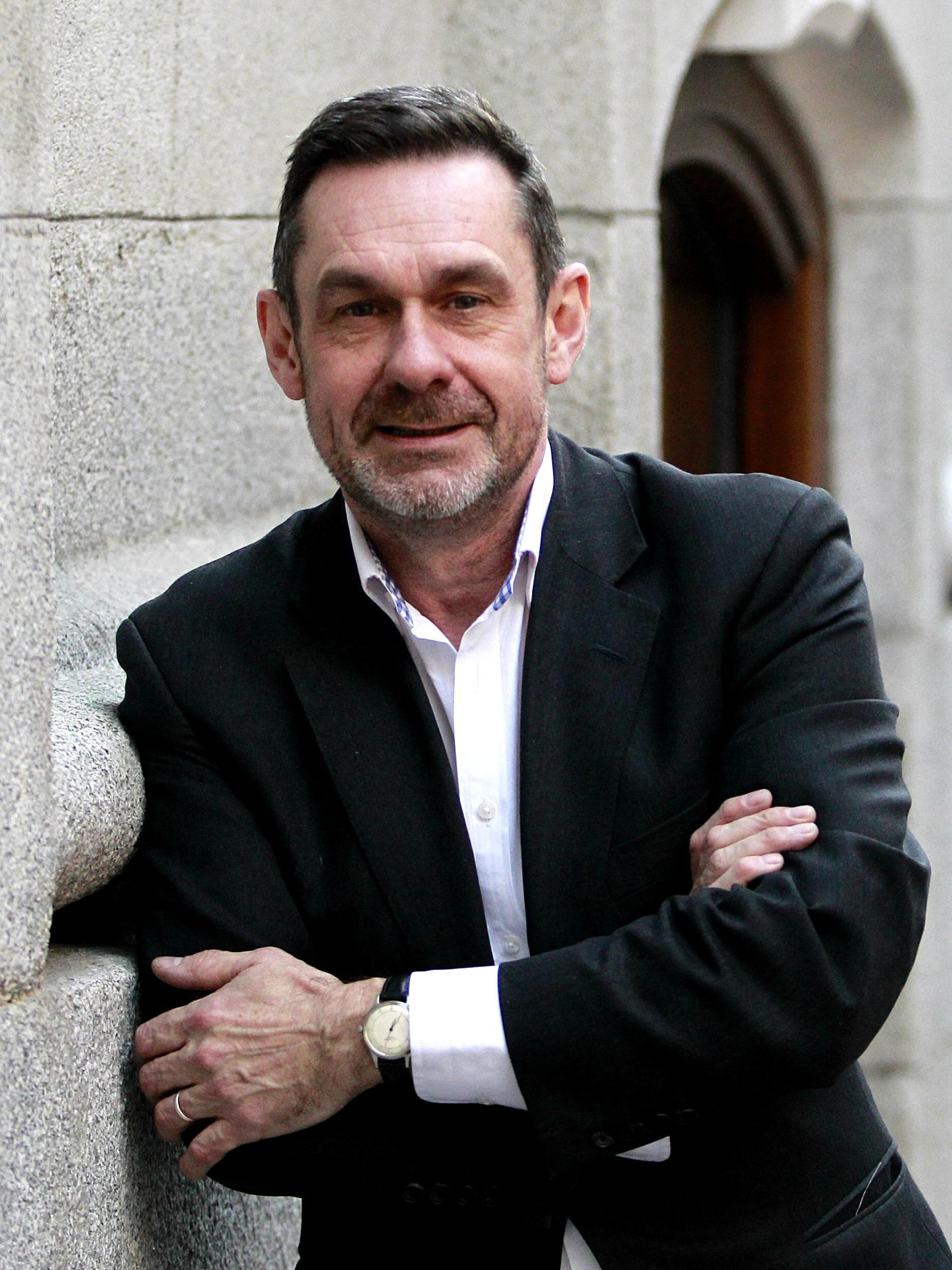
Paul Mason (2016)

Mason besuchte in seiner Heimatstadt und in Bolton die Schule und ging danach zum Studium der Fächer Musik und Politik an die University of Sheffield. Er setzte seine Ausbildung zum Musiklehrer am Institute of Education am University College London fort. Seine Studien als Postgraduierter an der University of Sheffield befassten sich bis 1984 mit der Zweiten Wiener Schule. Er lebte von 1982 bis 1988 in Leicester, arbeitete dort als Musiklehrer und hielt Vorlesungen an der Loughborough University.
Seit 1988 wohnt Mason in London, wo er bis 1995 als unabhängiger Journalist arbeitete. In den Jahren von 1995 bis 2001 war er für die Firma Reed Business Information tätig und war dort unter anderem stellvertretender Herausgeber der Zeitschrift Computer Weekly. Während der Dotcom-Blase gab er den E-Business Review heraus und schrieb für die Tageszeitungen Daily Express und Mail on Sunday.
Mason begann 2001 als Wirtschaftsredakteur im Newsnight-Programm des Fernsehprogramms der BBC Two und war dort zum ersten Mal live am Tag der Terroranschläge am 11. September 2001 in Manhattan und Washington, D.C. zu sehen.
2007 wurde Masons erstes Buch veröffentlicht. Im Juli desselben Jahres war er für eine vierteilige Serie über die Geschichte der Baumwollindustrie verantwortlich, die von BBC Radio Four gesendet wurde. 2013 führte er im Rahmen der The Culture Show der BBC durch einen Dokumentarfilm über den Musikstil Northern Soul und den Musikclub Wigan Casino, den er selbst als junger Mann aufsuchte.
Mason ging 2014 zum Privatsender Channel 4 News als Verantwortlicher für Kultur und später auch für Wirtschaft. 2016 entschied er sich, als Freelancer zu arbeiten, um frei von den Zwängen der Unparteilichkeit arbeiten zu können.
In seinem optimistischen Zukunftsbuch Klare, lichte Zukunft – Eine radikale Verteidigung des Humanismus (2019) plädiert er für ein breites Bündnis aller humanistisch Gesinnten gegen die „Allianz aus Elite und Mob“, wie sie Donald Trump mit sich bringe. Mason denkt, dass das „Denken Nietzsches in vielen Eliten vorherrscht“ und die größte zeitgenössische Gefahr darin liege, dass die Menschen des Westens den Glauben an die Demokratie, den Wunsch nach demokratischer Teilhabe verlieren. Er befürchtet, wenn die zeitgenössischen Menschen mehrheitlich die Kontrolle an die KI-Maschinen verlören, würden wir sie „nie wieder zurückerlangen“ können. Sich selbst bekennt er als „radikaler Humanist und unverbesserlicher Technikutopist“.

## Privates
Mason ist verheiratet. Er ist Anhänger des heimatlichen Rugbyclubs LeighCenturions und des Fußballclubs Manchester United.

## Preise und Auszeichnungen
- 2007: Orwell Prize für seine Berichte über die sozialen Bewegungen hinter dem Präsidenten Boliviens Evo Morales
- 2016: proZukunft Top Ten der Zukunftsliteratur 2016 für Postkapitalismus. Grundrisse einer kommenden Ökonomie[3]
- 2020: Erich-Fromm-Preis[4]

## Veröffentlichungen
- Live Working or Die Fighting: How the Working Class Went Global. Harvill Secker, London 2007, ISBN 978-0-436-20615-3.
- Meltdown: The End of the Age of Greed. Verso, London 2009, ISBN 978-1-84467-396-4.
- Why It’s Kicking Off Everywhere: The New Global Revolutions. Verso, London 2012, ISBN 978-1-84467-851-8.
  - Revised and updated edition: Why is it Still Kicking Off Everywhere: The New Global Revolutions. Verso, London/New York City 2013, ISBN 978-1-84467-028-4.
- Rare Earth. No Exit, Harpenden 2012, ISBN 978-1-84243-846-6.
- PostCapitalism: A Guide to Our Future. Allen Lane, London 2015, ISBN 978-1-84614-738-8.
  - deutsch von Stephan Geltner: Postkapitalismus. Grundrisse einer kommenden Ökonomie. Suhrkamp, Berlin 2016, ISBN 978-3-518-42539-8.[5]
- Clear Bright Future. A Radical Defence of the Human Being. Allen Lane, London 2019, ISBN 978-0-24132-010-5.
  - Klare, lichte Zukunft – Eine radikale Verteidigung des Humanismus, aus dem Englischen von Stephan Gebauer. Suhrkamp, Berlin 2019, 415 S., ISBN 978-3-518-42860-3.
- How To Stop Fascism: History, Ideology, Resistance. Allen Lane, London 2021, ISBN 978-0141996394.
  - Faschismus. Und wie man ihn stoppt, aus dem Englischen von Stephan Gebauer. Suhrkamp, Berlin 2022, ISBN 978-3-518-02977-0.